# Florian Aaron
Florian Aaron (21. ledna 1805 Rod, Sibiu – 12. července 1887 Bukurešť) byl rumunský novinář, historik, romanista, rumunolog a lexikograf. 
Aaron studoval v Sibiu, Blaji a Budapešti. Vyučoval v Craiově, v Goleşti Vrancea, mnoho let na Kollegiu St Sava v Bukurešti a nakonec na Bukurešťské univerzitě, založené v roce 1864. S Gheorgem Hillem založil v roce 1837 v Bukurešti România, první rumunský deník v Munténii (objevil se pouze od 20. do 31. prosince).
S Petrachem Poenaru a Gheorgem Hillem vytvořil v roce 1840 francouzsko-rumunský slovník překladem Dictionnaire de l'Académie française z roku 1835 do rumunštiny.

## Dílo
- Idee repede de istoria Prințipatului Țării Românești, 3 díly, Bukarest 1835–1838
- (spoluautoři Petrache Poenaru a Georg Hill) Vocabulaire français-valaque d'après la dernière édition du dictionnaire de l'Académie Française